# Cynoglossus canariensis
Cynoglossus canariensis és un peix teleosti de la família dels cinoglòssids i de l'ordre dels pleuronectiformes que viu a l'est de l'Atlàntic (des de Mauritània i les Illes Canàries fins a Angola).